# Manahoac
Els manahoac, també registrats com a mahock, eren un petit grup d'amerindis de parla siouan que vivia al nord de Virgínia en l'època del contacte amb els europeus. Sumaven aproximadament un miler d'individus i vivien principalment al llarg del riu Rappahannock a l'oest de l'actual Fredericksburg i la fall line, i a l'est de les Muntanyes Blue Ridge. Es van unir amb els monacan, occaneechi, saponi i tutelos. Van desaparèixer dels registres històrics després de 1728. Segons William W. Tooker, el nom manahoac és algonquí i vol dir "ells són molt feliços", però l'antropòleg John Reed Swanton ho considera dubtós.

## Història
Després de milers d'anys de diferents cultures indígenes en l'actual Virgínia, els manahoac i altres tribus del Piemont es desenvoluparen a partir de les cultures prehistòriques dels boscos. Històricament les tribus sioux van ocupar la major part de l'àrea del Piemont, i els algonquins habitaven les terres baixes i el Tidewater.
En 1608 l'explorador anglès John Smith es va reunir amb un grup considerable de manahoacs sobre de les cascades del riu Rappahannock. Va registrar que vivien en almenys set pobles a l'oest d'on els havia reunit. També va assenyalar que es van aliar amb el monacan, però s'oposaren als powhatan. (Les tribus històriques manahoac i monacan eren de parla sioux, cosa que els feia culturalment similars i era part de la raó per la qual competien amb les tribus de parla algonquina de la Confederació Powhatan.)
Pel cens de 1669, a causa de les incursions de les enemigues iroqueses del nord i probablement per les malalties infeccioses pel contacte amb els europeus, els manahoac es van reduir a només cinquanta arquers en la seva antiga àrea. Els que sobreviuen sembla que es van unir immediatament després als seus aliats monacan al sud. John Lederer va registrar els "mahock" al llarg del riu James en 1670. En 1671 Lederer passà directament a través del seu antic territori i no va fer cap menció dels habitants. Per la mateixa època, la Nació Seneca dels iroquesos va començar a reclamar tant la terra com els seus vedats de caça per dret de conquesta, encara que no l'ocuparen.
En 1714 el Tinent Governador de Virgínia Alexander Spotswood registrà que la subtribu stegaraki dels manahoac era present a Fort Christanna al comtat de Brunswick. El fort fou creat per Spotswood i patrocinat pel College of William and Mary per convertir els natius al cristianisme i ensenyar-los anglès. Les altres tribus sioux conegudes de Virgínia van ser representats per membres a Fort Christanna.
L'antropòleg John Reed Swanton creu que un grup a Fort Christanna, anomenats mepontsky, eren potser la subtribu 'Ontponea' dels manahoac. L'últim esment dels Ontponea en els registres històrics va ser en 1723. Els estudiosos creuen que es van unir als tutelos i saponi i foren absorbits en les seves tribus. En 1753 aquestes dues tribus van ser adoptades formalment a Nova York pels seus antics enemics, els iroquesos, específicament la Nació Cayuga. El 1870, hi va haver un informe d'un "ancià feliç anomenat Mosquit" que vivia al Canadà, que va afirmar que era "l'últim dels Manahoac" i propietari legal de gran part de Virgínia del Nord. Encara recordava com parlar la llengua sioux.

## Cultura
Igual que les altres tribus sioux de la regió del Piemont de Virgínia (és a dir, els monacan, tutelos i saponi), el poble manahoac van viure en diversos pobles independents. Les tribus sioux van interactuar de diverses maneres, per exemple a través del comerç, de celebracions culturals, i també per matrimonis mixtos. Els pobles manahoac generalment es trobaven al llarg de la part superior del riu Rappahannock on el sòl era més fèrtil. Practicaven una barreja de caça i recol·lecció, així com l'agricultura.
Al llarg de la part superior del riu James, on s'ubicaven els estretament relacionats monacan, els arqueòlegs han trobat restes de blat de moro i carbassa en pous de cocció. També van trobar al llarg del James els contorns de tres cases ovals en un jaciment fora de la ciutat de Wingina al comtat de Nelson (Virgínia). Donades les estretes relacions entre monacan i manahoac, els estudiosos creuen que aquests aspectes de les seves cultures eren similars o idèntics. S'han descobert moltes eines de pedra en les zones habitades pels manahoac. En general són de quars lletós comú a la regió. La seva ceràmica era temperada amb quars i sorra i sovint decorada amb tela, xarxa, o motius de medul·la com a decoració.
Les evidències arqueològiques mostren que hi havia una cultura de túmuls de terra al Piemont a partir de 950 dC fins al moment del contacte amb els europeus. Es va estendre l'anomenat Període Silvícola tardà. Es creu que aquests túmuls funeraris, alguns d'ells de 6 metres d'altura, han estat construïts pels avantpassats dels manahoac i altres grups siouan orientals. Són els únics que contenien centenars de milers de cadàvers. A vegades s'anomenaven "monticles acrecionals". Van afegir més sòl per a enterrar-hi més individus. La major part dels túmuls funeraris han estat completament destruïts pels conreu o reduïts de manera significativa en la seva mida per l'erosió i les inundacions.

### Organització
Els manahoac són vists a vegades com una confederació de tribus o com una sola tribu composta de nombroses subtribus. Aquestes eren:
- Hassinunga, que es troben a les capçaleres del riu Rappahannock;
- Manahoac, qui segons Thomas Jefferson, eren presents als comtats de Stafford i Spotsylvania;
- Ontponea, que eren situats al comtat d'Orange;
- Shackaconia, que es trobaven al comtat de Spotsylvania al marge meridional del riu Rappahannock;
- Stegaraki, que eren al comtat d'Orange al llarg del riu Rapidan;
- Tegninateo, que es trobaven al comtat de Culpeper a la capçalera del Rappahannock;
- Whonkentia, que es trobaven al comtat de Fauquier vora la capçalera del Rappahannock[2]

Els colons registraren el nom d'una vila: Mahaskahod; probablement era situada vora la moderna Fredericksburg.

## Llengua
La llengua dels manahoac no és coneguda, encara que John Smith va afirmar que parlaven una llengua diferent a la dels monacan. L'antropòleg James Mooney especulà que els manahoac parlaven una llengua siouan, basant la seva especulació en el fet que la vila anomenada Monasickapanough era relacionada amb els saponi. També defensava que la vila Monahassanugh tenia el mateix nom que Nahyssan, Hanohaskie (una pronunciació variant d'una vila saponi), i Yesaⁿ (Yesaⁿ és l'autònim dels tutelos). La seva evidència es basa en el supòsit que la síl·laba inicial Mon-, Man- és una paraula siouan de Virginia Man o Aman que vol dir, "lloc, terra, país". Aquesta interpretació és encara actual, però més recentment, Ives Goddard va considerar que era probable que aquests noms de vila són de l'algonquí de Virgínia, que era la llengua dels guies de John Smith. A més una ciutat sembla de pidgin algonquí.
Com que John Lederer va declarar que dues de les tribus que s'enumeren parlaven el mateix idioma, Mooney suposa que el managog de Lederer era monahoac mal escrit, i que monahoac i saponi havien de ser dues tribus amb un idioma comú. La llengua comuna podria, de fet, ser sioux de Virgínia, que va ser utilitzat com a lingua franca parlada tant per pobles siouan com iroquesos. Per tant, la interpretació de Mooney no és recolzada per les fonts primàries. També és possible que els Manahoac fossin un grup de pobles que parlaven més d'un idioma per raons comercials.